# Liga a IV-a Călărași
Liga a IV-a Călărași este principala competiție fotbalistică din județul Călărași, organizată de Asociația Județeană de Fotbal (AJF) Călărași, situată în al patrulea eșalon al sistemului de ligi al fotbalului românesc.
Competiția este disputată de un număr variabil de echipe, în funcție de numărul echipelor retrogradate din Liga a III-a, al celor promovate din Liga a V-a Călărași, precum și al echipelor care se retrag sau se înscriu în competiție. Campioana poate sau nu să promoveze în Liga a III-a, în funcție de rezultatul barajului de promovare disputat împotriva campioanei dintr-o serie județeană vecină.

## Istoric
Campionatul Județean Călărași a fost înființat în 1981 și a fost pus sub autoritatea nou-înființatului Consiliu Județean pentru Educație Fizică și Sport (CJEFS) Călărași, ca urmare a noii reorganizări administrative a țării din februarie acelui an. În cadrul acestei reforme, județele județul Ilfov și județul Ialomița au fost divizate, ceea ce a dus la crearea noilor județe Călărași și Giurgiu.
De atunci, organizarea și structura principalei competiții din Călărași, la fel ca și cele ale altor campionate județene, au suferit numeroase modificări. Între 1981 și 1992, competiția a fost cunoscută sub denumirea Campionatul Județean. În 1992 a fost redenumită Divizia C – Faza Județeană, din 1997 s-a numit Divizia D, iar din 2006 este cunoscută ca Liga a IV-a.

## Lista campioanelor
| Ed.                        | Sezon                | Campioană               |
| Campionatul Județean       | Campionatul Județean | Campionatul Județean    |
| -------------------------- | -------------------- | ----------------------- |
| 1                          | 1980–81              | Victoria Lehliu         |
| 2                          | 1981–82              | ISCIP Ulmeni            |
| 3                          | 1982–83              | Victoria Lehliu         |
| 4                          | 1983–84              | Dunărea Grădiștea       |
| 5                          | 1984–85              | Unirea Mânăstirea       |
| 6                          | 1985–86              | Victoria Lehliu         |
| 7                          | 1986–87              | Oțelul Roșu Călărași    |
| 8                          | 1987–88              | Victoria Lehliu         |
| 9                          | 1988–89              | Înainte Modelu          |
| 10                         | 1989–90              | Victoria UJCC Călărași  |
| 11                         | 1990–91              | Sportul IACMRS Călărași |
| 12                         | 1991–92              | Unirea Mânăstirea       |
| Divizia C – Faza Județeană |                      |                         |
| 13                         | 1992–93              | Viitorul Chirnogi       |
| 14                         | 1993–94              | Dunărea Grădiștea       |
| 15                         | 1994–95              | Dunărea Grădiștea       |
| 16                         | 1995–96              | Navol Oltenița          |
| 17                         | 1996–97              | Ceres Ciocănești        |

| Ed.         | Sezon     | Campioană             |
| Divizia D   | Divizia D | Divizia D             |
| ----------- | --------- | --------------------- |
| 18          | 1997–98   | Sportul Drumu Subțire |
| 19          | 1998–99   | Unirea Mânăstirea     |
| 20          | 1999–00   | Sportul Chirnogi      |
| 21          | 2000–01   | Navol Oltenița        |
| 22          | 2001–02   | Venus Independența    |
| 23          | 2002–03   | Avântul Dor Mărunt    |
| 24          | 2003–04   | Venus Independența    |
| 25          | 2004–05   | Venus Independența    |
| 26          | 2005–06   | Venus Independența    |
| Liga a IV-a |           |                       |
| 27          | 2006–07   | Rapid Gălățui         |
| 28          | 2007–08   | Dunărea Grădiștea     |
| 29          | 2008–09   | Phoenix Ulmu          |
| 30          | 2009–10   | Phoenix Ulmu          |
| 31          | 2010–11   | Venus Independența    |
| 32          | 2011–12   | Venus Independența    |
| 33          | 2012–13   | Venus Independența    |
| 34          | 2013–14   | Înainte Modelu        |

| Ed. | Sezon   | Campioană          |
| --- | ------- | ------------------ |
| 35  | 2014–15 | CSM Oltenița       |
| 36  | 2015–16 | Venus Independența |
| 37  | 2016–17 | Agricola Borcea    |
| 38  | 2017–18 | Venus Independența |
| 39  | 2018–19 | Mostiștea Ulmu     |
| 40  | 2019–20 | Venus Independența |
| 41  | 2020–21 | Venus Independența |
| 42  | 2021–22 | Venus Independența |
| 43  | 2022–23 | Progresul Fundulea |
| 44  | 2023–24 | Venus Independența |
| 45  | 2024–25 | Gloria Fundeni     |